# Alpha Persei
Alpha Persei (được Latinh hóa từ α Persei, viết tắt là Alpha Per, α Per), được đặt tên chính thức là Mirfak (phát âm là /ˈmɜːrfæk/ hay /ˈmɪərfæk/), là ngôi sao sáng nhất trong chòm sao Anh Tiên nằm ở phía bắc, nó vượt xa ngôi sao nổi tiếng nhất của chòm sao, Algol. Alpha Persei có độ lớn cấp sao biểu kiến là 1,8 và là một sao mạch vòng khi nhìn từ nơi có vĩ độ trung bắc.
Alpha Persei nằm giữa một cụm sao được đặt tên là Cụm Alpha Persei cùng tên, hay Melotte 20, nó có thể dễ dàng nhìn thấy bằng ống nhòm và bao gồm nhiều ngôi sao mờ hơn trong chòm sao. Khoảng cách được xác định bằng cách sử dụng thị sai lượng giác, ngôi sao nằm ở vị trí cách Mặt trời 510 năm ánh sáng (160 parsec).

## Danh pháp
α Persei được đặt tên theo định danh Bayer.
Ngôi sao cũng mang tên cổ Mirfak và Algenib, có nguồn gốc từ tiếng Ả Rập. Trước đây, có nghĩa là "Elbow" và cũng được viết là Mirphak, Marfak hoặc Mirzac, xuất phát từ tiếng Ả Rập Mirfaq al-Thurayya, trong khi Algenib, cũng được đánh vần là Algeneb, Elgenab, Gęnib, Chenib hoặc Alchemb, có nguồn gốc từ الجنب al-janb, hoặc الجانب al-jānib, 'bên sườn' hoặc 'bên cạnh', và cũng là tên cổ của Gamma Pegasi. Vào năm 2016, Liên đoàn Thiên văn Quốc tế đã tổ chức "Nhóm làm việc về tên sao" (WGSN) để phân loại và tiêu chuẩn hóa tên riêng cho các ngôi sao. Bản tin đầu tiên của WGSN vào tháng 7 năm 2016 bao gồm một bảng của hai loạt tên đầu tiên được WGSN phê duyệt; trong đó có Mirfak cho ngôi sao này (Gamma Pegasi được đặt tên là Algenib).
Hinaliʻi là tên của ngôi sao trong thiên văn học Hawaii bản địa. Tên của ngôi sao có ý nghĩa tưởng nhớ một trận sóng thần lớn và đánh dấu sự khởi đầu của cuộc di cư của Maui. Theo một số văn hóa dân gian Hawaii, Hinaliʻi là điểm ngăn cách giữa Trái Đất và bầu trời xảy ra trong quá trình tạo ra Dải Ngân Hà.
Assemani ám chỉ đến một danh hiệu trên địa cầu Borgian, Mughammid (مغمد), hoặc Muliammir al Thurayya (ملىمرٱلطرى) (Người che giấu của Pleiades), mà từ vị trí của nó, có thể là của ngôi sao này.
Ngôi sao này cùng với γ Persei, δ Persei, η Persei, σ Persei và ψ Persei được gọi là Phân đoạn của Anh Tiên.
Trong tiếng Trung, 天船 (Tiān Chuán) (Tiān Chuán), có nghĩa là "Thuyền thiên", đề cập đến một tiểu hành tinh bao gồm α Persei, γ Persei, δ Persei, η Persei, μ Persei, ψ Persei, 48 Persei và HD 27084. Do đó tên tiếng Trung của bản thân α Persei là 天船三 (Tiān Chuán sān, tiếng Anh: the Third Star of Celestial Boat: tạm dịch là: Ngôi sao thứ ba của Thuyền Thiên.)

## Tính chất vật lý

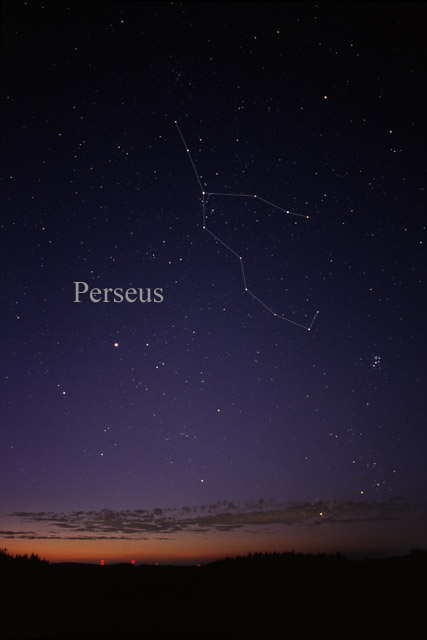
Mirfak là ngôi sao sáng nhất trong chòm sao Perseus (trên cùng ở giữa).

Quang phổ của Alpha Persei phù hợp với phân loại sao của F5 Ib, cho biết nó là một ngôi sao siêu khổng lồ trong giai đoạn sau của quá trình tiến hóa của nó. Nó có quang phổ tương tự như Procyon A, mặc dù ngôi sao sau kém sáng hơn nhiều. Sự khác biệt này được làm nổi bật trong ký hiệu quang phổ của chúng theo phân loại sao Yerkes, được xuất bản năm 1943, nơi các ngôi sao được xếp hạng về độ sáng cũng như phân loại sao. Do đó, Procyon A là F5 IV, một ngôi sao khổng lồ. Kể từ năm  1943, quang phổ của Alpha Persei đã đóng vai trò là một trong những điểm neo ổn định mà các ngôi sao khác được phân loại.
Alpha Persei có khối lượng gấp khoảng 8,5 lần Mặt Trời và đã mở rộng ra khoảng 60 lần kích thước Mặt Trời. Nó đang phát ra bức xạ có độ sáng gấp 5.000 lần Mặt trời từ bầu khí quyển bên ngoài của nó ở nhiệt độ hiệu dụng là 6.350 K,  tạo ra ánh sáng trắng vàng của một ngôi sao loại F. Trong biểu đồ Hertzsprung – Russell, Alpha Persei nằm bên trong vùng mà các biến Cepheid được tìm thấy. Do đó, nó rất hữu ích trong việc nghiên cứu những ngôi sao này, chúng là những ngọn nến tiêu chuẩn quan trọng.

## Ngoại hành tinh chưa được xác nhận
Vào năm 2010, bằng chứng đã được đưa ra về một hành tinh quay quanh Mirfak. Dữ liệu vận tốc xuyên tâm từ các quan sát lặp đi lặp lại của ngôi sao cho thấy một sự biến thiên tuần hoàn với biên độ 70,8 ± 1,6 m/s. Hành tinh được đề xuất ước tính có khối lượng tối thiểu xấp xỉ 6,6 lần so với sao Mộc và chu kỳ quỹ đạo là 128 ngày, nhưng chu kỳ được tuyên bố có thể không ổn định trong 20 năm nên ngoại hành tinh được coi là đáng nghi ngờ. Điều biến chuyển động quay do hoạt động bề mặt chẳng hạn như đốm sao dường như là một lời giải thích khả dĩ hơn về các biến thể vận tốc xuyên tâm. Trong các công bố trước đây, các biến thể vận tốc xuyên tâm định kỳ là 87,7 hoặc 77,7 ngày đã được báo cáo, nhưng điều này chưa được xác nhận.
| Thiên thể đồng hành (thứ tự từ ngôi sao ra) | Khối lượng   | Bán trục lớn (AU) | Chu kỳ quỹ đạo (ngày) | Độ lệch tâm | Độ nghiêng | Bán kính |
| ------------------------------------------- | ------------ | ----------------- | --------------------- | ----------- | ---------- | -------- |
| b (chưa được xác nhận)                      | 6.6 ± 0.2 MJ | 0.97?             | 128 ± 3               | 0.1 ± 0.04  | —          | —        |